# Мэржиняну, Николае
Николае Мэржиняну (рум. Nicolae Mărgineanu; 22 июня 1905 — 13 июня 1980) — наиболее известный из румынских психологов. Занимался психологией личности, психометрией, математическими методами в психологии, а также инженерной психологией и психологией литературы. Переписывался со многими зарубежными психологами, например, с Гордоном Олпортом. В 2012 посмертно избран членом Румынской академии.